# Mathura

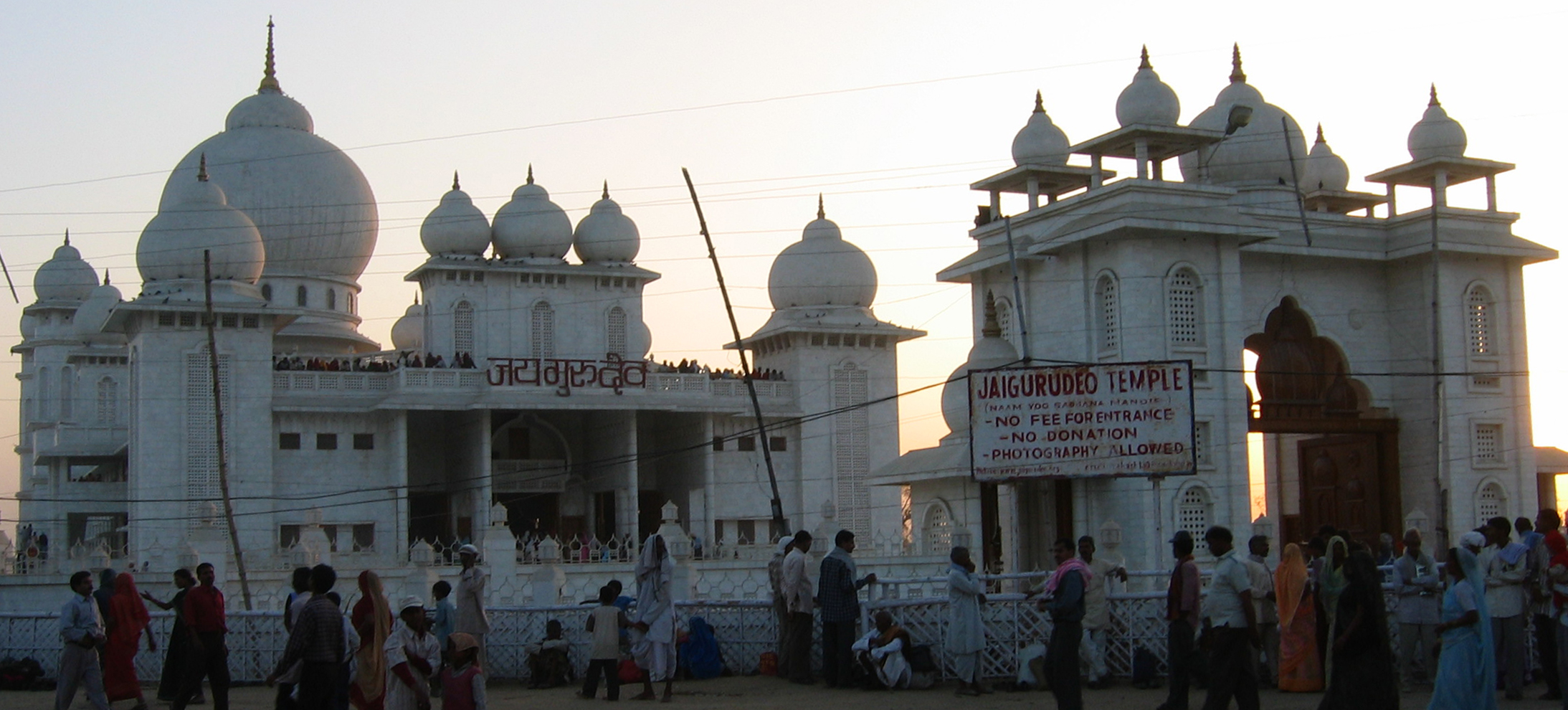
Krishnatempel i Mathura.

Mathura (äldre engelskt kolonialt namn Muttra) är den administrativa huvudorten för distriktet med samma namn, i den indiska delstaten Uttar Pradesh. Staden hade 349 909 invånare vid folkräkningen 2011, med förorter 456 706 invånare. Mathura är belägen cirka 50 kilometer nordväst om Agra, och räknas som Krishnas födelseort i den indiska mytologin och är en av Indiens sju heliga städer. Staden var under antiken huvudstad i Kushanriket.